# 621 Wschodni Oddział Artylerii
621 Wschodni Oddział Artylerii (niem. Ost-Artillerie-Abteilung 621) – oddział wojskowy Wehrmachtu złożony z Rosjan podczas II wojny światowej.
Na przełomie kwietnia/maja 1942 r. w okupowanym Briańsku został sformowany dywizjon artylerii, na czele którego stanął mjr von Weisse. Składał się z czterech baterii (1 bateria - 3 działa 7,62 mm, 2 bateria - 3 działa 7,62 mm, 3 bateria - 2 haubice 122 mm, bateria ppanc. - 6 działek 45 mm). Ponadto dywizjon miał na uzbrojeniu 6 moździerzy. Oddział wchodził w skład Ochotniczego Pułku "Desna". Brał udział w akcjach antypartyzanckich na okupowanej Białorusi z podporządkowaniem Grupy Armii "Środek". W grudniu 1943 r. został przeniesiony do okupowanej północnej Francji, gdzie wszedł w skład 15 Armii. Dowództwo oddziału objął kpt. (mjr) Siegfried Keiling. W sierpniu 1944 r. oddział poniósł bardzo duże straty podczas walk obronnych z inwazyjnymi wojskami alianckimi pod Dieppe. Resztki oddziału zostały rozformowane 28 października tego roku. Żołnierze przeniesiono na poligon wojskowy Heuberg, gdzie na pocz. 1945 r. weszli w skład nowo formowanej 2 Dywizji Piechoty Sił Zbrojnych Komitetu Wyzwolenia Narodów Rosji.